# Mattiastrum turcomanicum
Mattiastrum turcomanicum är en strävbladig växtart som först beskrevs av Joseph Friedrich Nicolaus Bornmüller och Sint., och fick sitt nu gällande namn av August Brand. Mattiastrum turcomanicum ingår i släktet Mattiastrum och familjen strävbladiga växter. Inga underarter finns listade i Catalogue of Life.